# بلم ياباني
بلم ياباني (الاسم العلمي: Engraulis japonicus) (بالإنجليزية: Japanese anchovy)‏ هو نوع من الأسماك يتبع جنس البلم من الفصيلة البلمية.